# Aldealafuente
Aldealafuente est un village de la Province de Soria, en Castille-et-León, en Espagne.